# Град Зајечар
Град Зајечар је град у источној Србији на граници са Бугарском. Налази се у централном делу Тимочке Крајине, у Зајечарском округу у који још спадају општине Сокобања, Књажевац и Бољевац. Средиште је градско насеље Зајечар који представља административни, културни, привредни, економски, политички и верски центар како општине тако и самог округа.
Град Зајечар обухвата површину од 1.068 km². Територију пресецају Црни и Бели Тимок који спајањем чине Велики Тимок који протиче и кроз град Зајечар. На територији града постоје три вештачка акумулациона језера: Грлишко, Рготско и Совинац. Недалеко од Зајечара налази се бањско лечилиште Гамзиградска Бања са уређеним термоминералним изворима, а недалеко од њега се налази значајан археолошки локалитет Гамзиград (Felix Romuliana).

## Демографија
Према подацима пописа из 2022. на територији града Зајечара има 47.991 становника што је за 11.470 мање у односу на попис из 2011. када је било 59.461 становника.
| Етнички састав према попису из 2022.‍ | Етнички састав према попису из 2022.‍ | Етнички састав према попису из 2022.‍ | Етнички састав према попису из 2022.‍ | Етнички састав према попису из 2022.‍ |
| ------------------------------------ | ------------------------------------ | ------------------------------------ | ------------------------------------ | ------------------------------------ |
|                                      |                                      |                                      |                                      |                                      |
| Срби                                 | Срби                                 |                                      | 41.978                               | 87,47%                               |
| Власи                                | Власи                                |                                      | 1.476                                | 3,08%                                |
| Роми                                 | Роми                                 |                                      | 637                                  | 1,33%                                |
| Румуни                               | Румуни                               |                                      | 192                                  | 0,40%                                |
| Југословени                          | Југословени                          |                                      | 133                                  | 0,28%                                |
| Бугари                               | Бугари                               |                                      | 132                                  | 0,28%                                |
| Македонци                            | Македонци                            |                                      | 91                                   | 0,19%                                |
| Хрвати                               | Хрвати                               |                                      | 49                                   | 0,10%                                |
| Црногорци                            | Црногорци                            |                                      | 44                                   | 0,09%                                |
| Горанци                              | Горанци                              |                                      | 28                                   | 0,06%                                |
| Албанци                              | Албанци                              |                                      | 27                                   | 0,06%                                |
| Муслимани                            | Муслимани                            |                                      | 22                                   | 0,05%                                |
| Остали                               | Остали                               |                                      | 217                                  | 0,45%                                |
| Регионално                           | Регионално                           |                                      | 20                                   | 0,04%                                |
| Неизјашњени                          | Неизјашњени                          |                                      | 1.144                                | 2,38%                                |
| Непознато                            | Непознато                            |                                      | 1.801                                | 3,75%                                |

## Насеља
Град Зајечар чини 42 насеља, од којих је једно градско, 41 сеоско.
| Насеље           | Становништво | Становништво | Промена (%) |
| Насеље           | Попис 2011.  | Попис 2022.  | Промена (%) |
| ---------------- | ------------ | ------------ | ----------- |
| Боровац          | 114          | 79           | -30,70%     |
| Брусник          | 315          | 184          | -41,59%     |
| Велика Јасикова  | 819          | 506          | -38,22%     |
| Велики Извор     | 2.399        | 2.036        | -15,13%     |
| Велики Јасеновац | 287          | 184          | -35,89%     |
| Вражогрнац       | 1.096        | 865          | -21,08%     |
| Вратарница       | 457          | 277          | -39,39%     |
| Врбица           | 205          | 150          | -26,83%     |
| Гамзиград        | 683          | 537          | -21,38%     |
| Глоговица        | 387          | 254          | -34,37%     |
| Горња Бела Река  | 122          | 87           | -28,69%     |
| Градсково        | 504          | 337          | -33,13%     |
| Грлиште          | 697          | 465          | -33,29%     |
| Грљан            | 2.379        | 1.914        | -19,55%     |
| Дубочане         | 365          | 289          | -20,82%     |
| Заграђе          | 167          | 105          | -37,13%     |
| Зајечар          | 38.165       | 32.448       | -14,98%     |
| Звездан          | 1.602        | 1.414        | -11,74%     |
| Јелашница        | 100          | 66           | -34,00%     |
| Кленовац         | 172          | 91           | -47,09%     |
| Копривница       | 420          | 245          | -41,67%     |
| Ласово           | 245          | 148          | -39,59%     |
| Леновац          | 147          | 96           | -34,69%     |
| Лесковац         | 80           | 41           | -48,75%     |
| Лубница          | 808          | 647          | -19,93%     |
| Мала Јасикова    | 235          | 167          | -28,94%     |
| Мали Извор       | 372          | 272          | -26,88%     |
| Мали Јасеновац   | 232          | 130          | -43,97%     |
| Мариновац        | 209          | 126          | -39,71%     |
| Метриш           | 273          | 145          | -46,89%     |
| Николичево       | 715          | 563          | -21,26%     |
| Планиница        | 205          | 104          | -49,27%     |
| Прлита           | 90           | 89           | -1,11%      |
| Рготина          | 1.452        | 1.017        | -29,96%     |
| Салаш            | 688          | 431          | -37,35%     |
| Селачка          | 208          | 114          | -45,19%     |
| Табаковац        | 170          | 93           | -45,29%     |
| Трнавац          | 391          | 274          | -29,92%     |
| Халово           | 707          | 513          | -27,44%     |
| Чокоњар          | 143          | 74           | -48,25%     |
| Шипиково         | 383          | 202          | -47,26%     |
| Шљивар           | 253          | 212          | -16,21%     |

## Галерија
- Зграда Скупштине општине Зајечар
- Зграда Окружног начелства Зајечар
- Зграда Окружног начелства Зајечар
- Зграда Музеја у Зајечару
- Музеј Зајечар
- Споменик учесницима Тимочке буне, Зајечар
- Православна катедрала у Зајечару
- Римокатоличка црква Зајечар
- Централни парк у Зајечару, Србија
- Централни парк у Зајечару, Србија
- Зајечар - Споменик Зорану Радмиловићу и Маркова фонтана
- Споменик Зорану Радмиловићу у Зајечару
- Споменик из Другог светског рата у селу Ртањ, у општини Бољевац, код Зајечара, Србија
- Зајечар, Србија
- Зајечар
- Зајечар
- Зајечар
- Црква у Зајечару, храм Пресвете Богородице
- Гамзиград је археолошко налазиште близу Зајечара
- Остаци палате, Гамзиград
- Гамзиград - Ромулијана
- Остаци палате, Гамзиград
- Манастир Суводол
- Манастир Грлиште